# 絲鰭副單棘魨
絲鰭副單棘魨，又稱絲鰭副單角魨，為輻鰭魚綱魨形目鱗魨亞目單棘魨科的其中一種，為熱帶海水魚，分布於中西太平洋的澳洲西北部及巴布亞紐幾內亞海域，體長可達22公分，棲息在底層水域，生活習性不明，可作為食用魚。

## 扩展阅读
維基物種上的相關：絲鰭副單棘魨